# حشيشة السرة الربيعية
حشيشة السرة الربيعية أو أُمْفَلُود ربيعي نبات جذمور عشبي معمر في جنس حشيشة السرة الذي ينتمي إلى فصيلة الحميمية.

## وصف

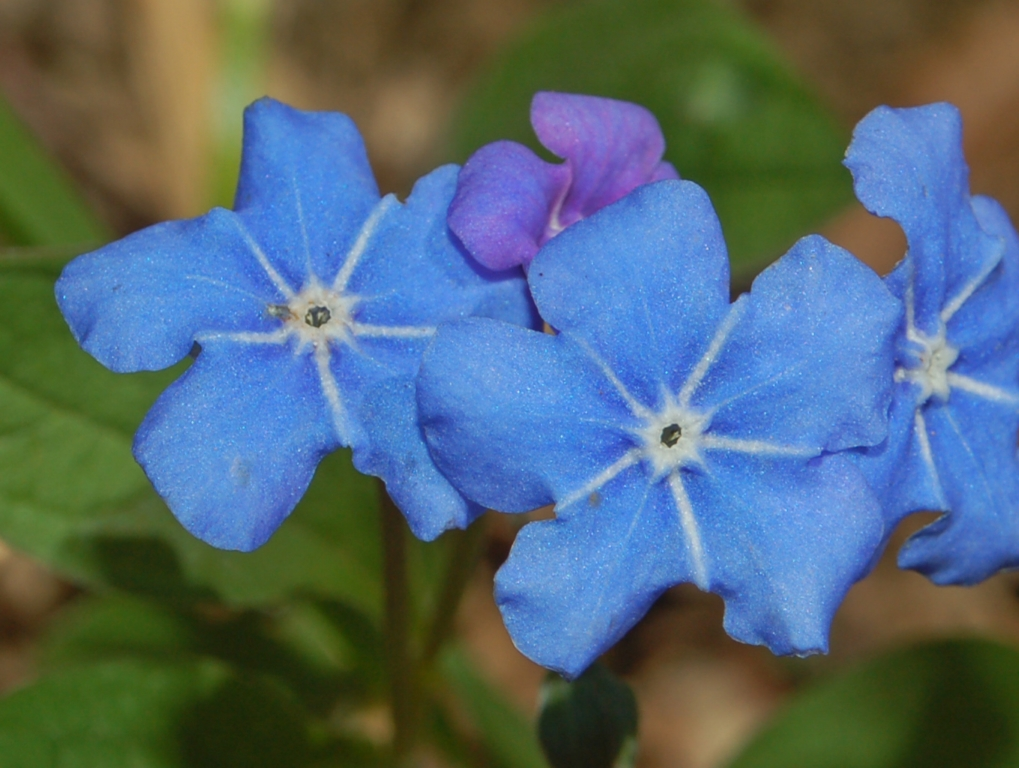

تعلو هذه العشبة من 20–30 سنتيمتر (7.9–11.8 بوصة). سوقها شبه مرطاء أوراقها قلبية الشكل مستطيلة الزام الأخير المدبب. نصلها جميل الخضار الزاهي. عنقودها الزهري متوسط القد. أزهارها سماوية. إزهارها يستمر من نيسان إلى آخر أيار. يُقال أنها لا تخلو من المنافع الطبية إلا أنها مُبهمة.

## معرِض الصور

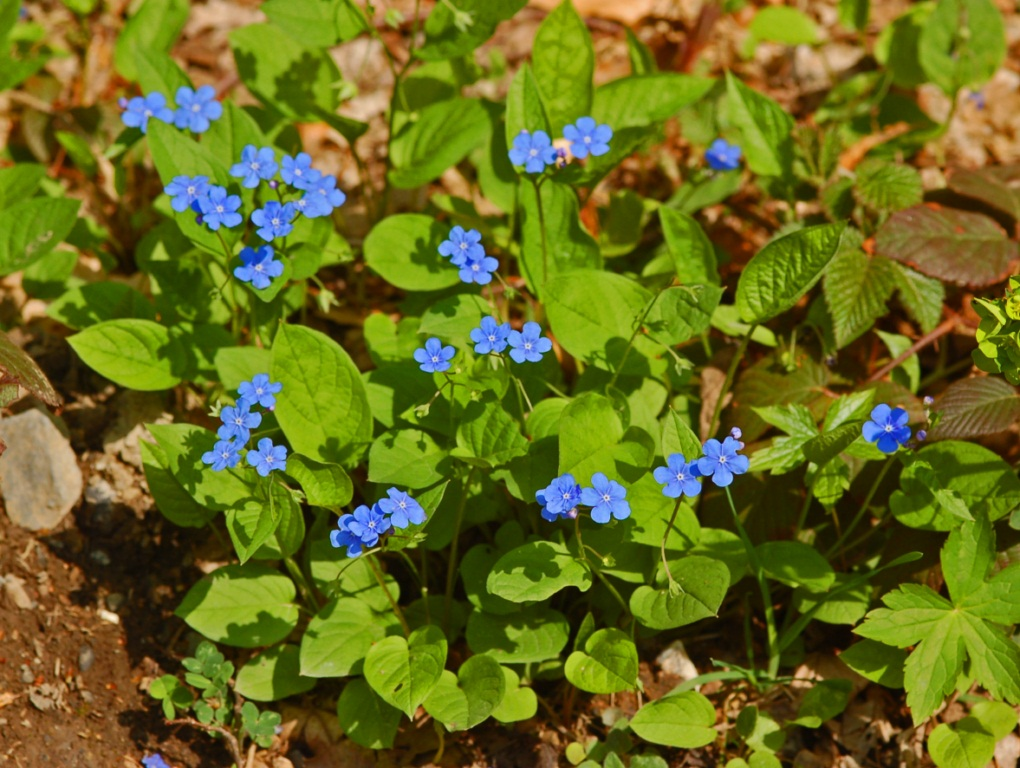
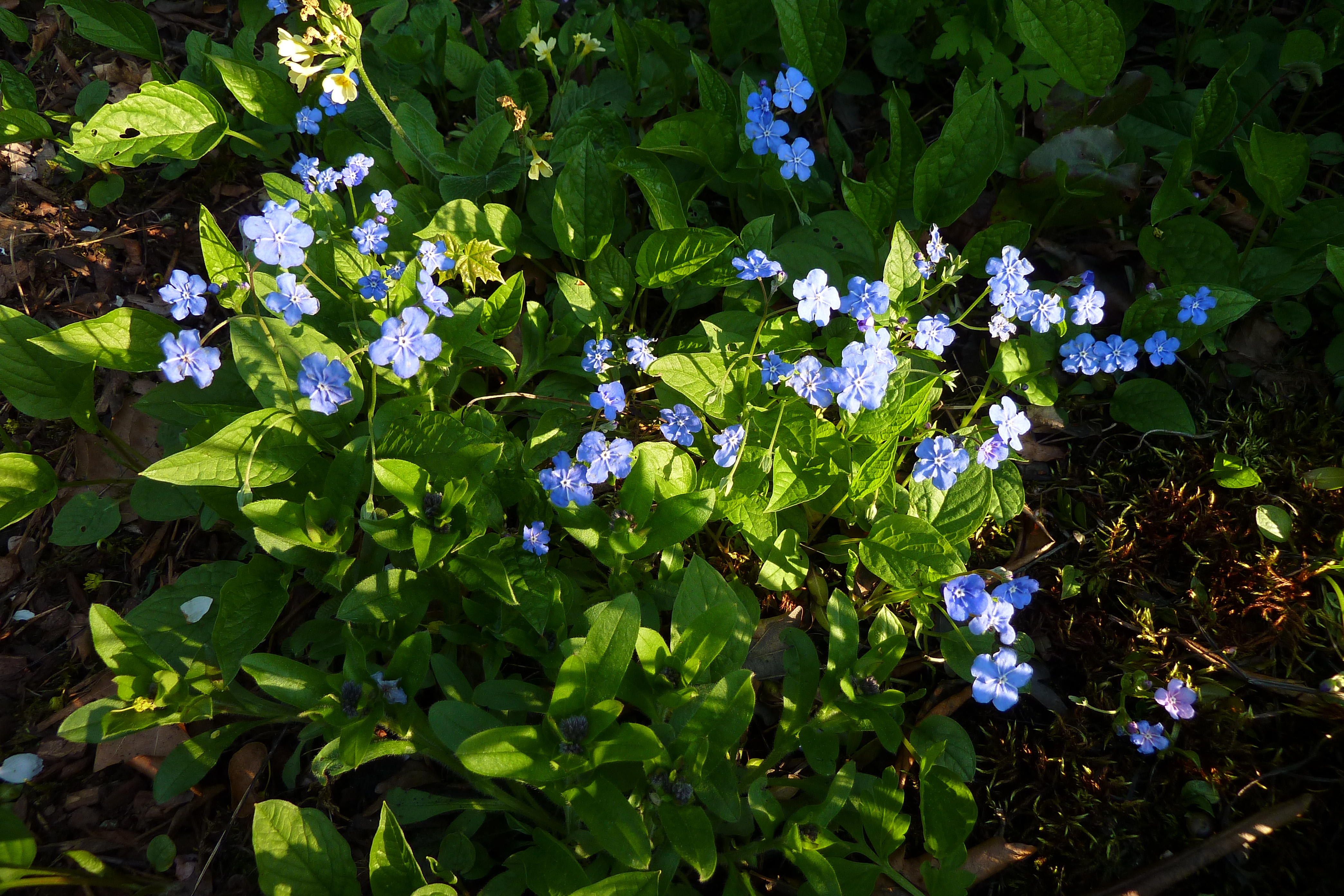
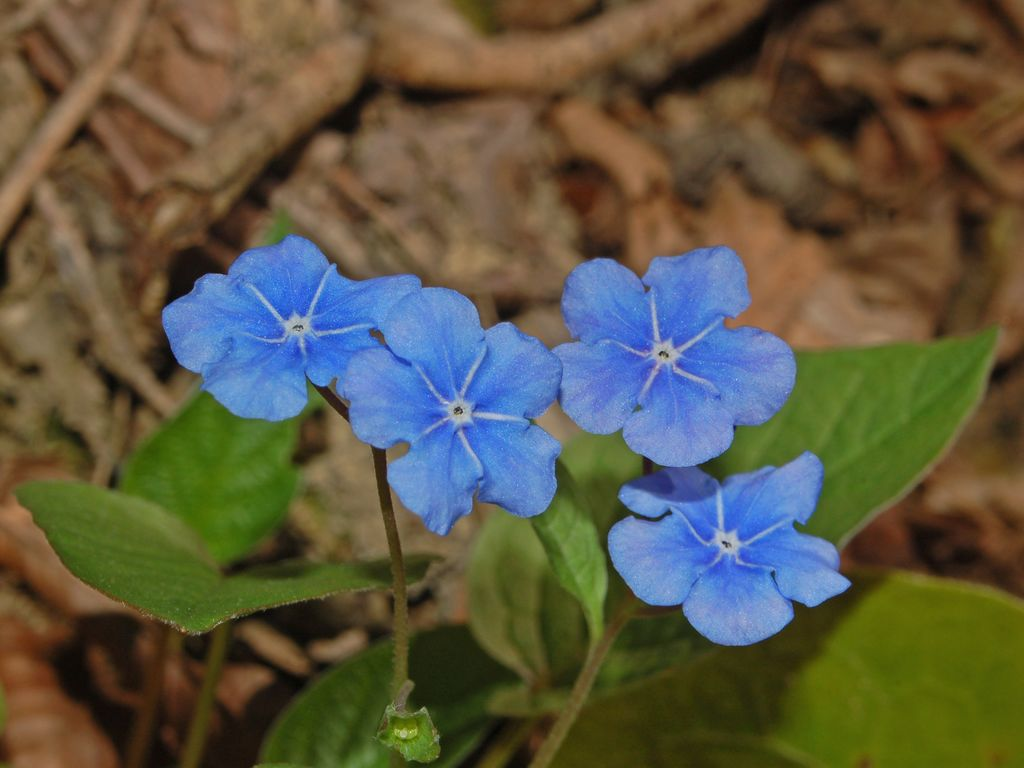
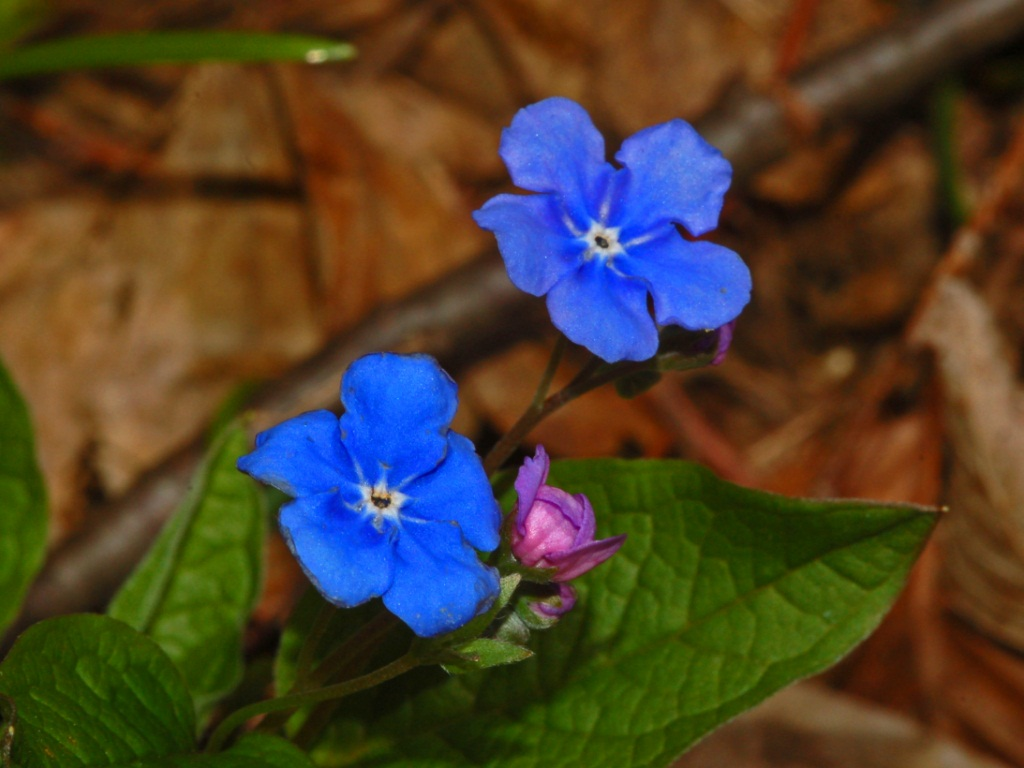
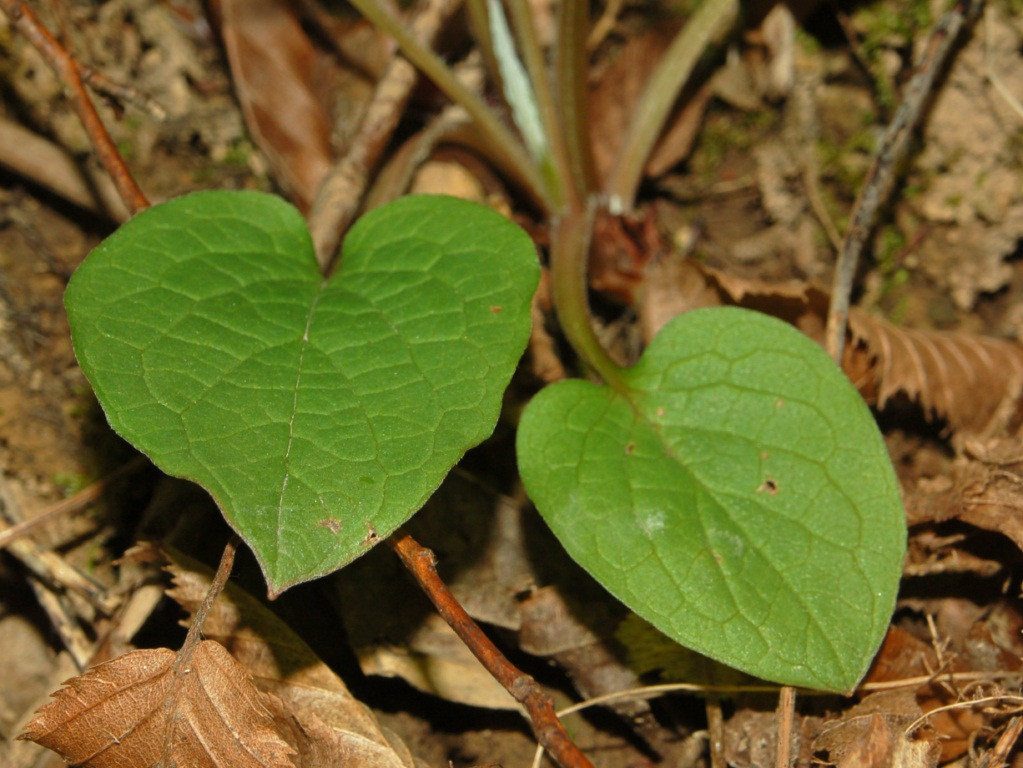